# Microsoft Flight Simulator 2024
Microsoft Flight Simulator 2024 — компьютерная игра в жанре авиасимулятора, разработанная Asobo Studio и изданная Xbox Game Studios. Игра является продолжением игры Microsoft Flight Simulator (2020). Игра была выпущена 19 ноября 2024 года для платформ Windows и Xbox Series X/S.
Игра была анонсирована на Xbox Games Showcase 2023, 11 июня 2023 года. В игре присутствует режим карьеры с миссиями, такими как аграрные полеты и борьба с пожарами. Для игры используется собственный движок студии Asobo.

## Игровые процессы
Миссии в Microsoft Flight Simulator 2024 представляют собой: воздушное тушение пожаров, поисково-спасательные операции, транспортировку грузов с помощью вертолета, санитарную авиацию, опрыскивание сельскохозяйственных культур, горные спасения, парашютные прыжки, коммерческую авиацию, строительство с использованием воздушных кранов, транспортировку крупногабаритных грузов на Airbus Beluga, арктическую транспортировку грузов на Airbus A400M, VIP-авиаперевозки и транспортировку руководителей, воздушные гонки, метеорологические разведки, испытания экспериментальных воздушных судов и полеты на малой высоте с A-10 Warthog. Новые типы воздушных судов включают планеры, дирижабли и воздушные шары.
Новые экологические особенности включают лесные пожары, снегопады, торнадо, северное сияние, миграцию животных и стада, живое отслеживание морского и воздушного трафика, все четыре сезона и улучшенную отчетность о движении наземного транспорта.

## Разработка
Студия Asobo Studio была главным разработчиком игры. Над игрой работала команда численностью 200 человек. Сама команда работала над обновлением клиента игры, чтобы адаптировать его к новым функциям. А издатель Xbox Game Studios сотрудничал более чем с 30 внешними партнерами, которые работали над различными игровыми процессами игры.
Игра была выпущена 19 ноября 2024 года для Xbox Series X/S и Windows.

## Критика
| Иноязычные издания | Иноязычные издания |
| Издание            | Оценка             |
| ------------------ | ------------------ |
| Edge               | 4/10               |

Игра получила смешанные отзывы от критиков после выхода, основной причиной негативных отзывов стало то, что после запуска серверов игры многие игроки не смогли войти в игру и долгое время ждали в очереди.
Руководитель Flight Simulator Йорг Нойманн извинился в прямом эфире на YouTube, который был опубликован в день релиза игры, в то время как генеральный директор Asobo Studio Себастьян Влох сообщил, что база данных была «полностью перегружена», что вызвало проблемы с загрузкой и отсутствием контента.
Все эти проблемы привели к тому, что игра получила рейтинг «чрезвычайно негативной» на платформе Steam после релиза, а такие издания, как GameSpot, предположили, что игру подвергли атаке в виде «ревью-бомбинга». На следующий день было опубликовано обновление на официальном аккаунте поддержки Flight Simulator в X, в котором сообщалось, что была увеличена серверная мощность, но проблемы с доступом к игре все равно остаются.